# Tsukuyomi: Moon Phase
Tsukuyomi ~Moon Phase~, также просто Tsukuyomi (яп. 月詠 Цукуёми, «Лунное чтение стихов», «Сложение стихов о луне») — манга о маленькой вампирше Хадзуки и молодом фотографе Кохэе Мориоки. Автор истории — Кэйтаро Арима.

## Сюжет
Действие этого аниме происходит в мире, похожем на современную Японию. Всё началось с того, что во время своей поездки в Германию молодой фотограф Кохэй проникает в вампирский замок, чтобы сфотографировать его, и натыкается там на вампиршу Хадзуки. Она его кусает (по её словам — целует). Но парень почему-то не хочет становиться её слугой, поэтому ей приходится просить его помочь ей сбежать из замка. Побег удаётся, но Хадзуки начинают преследовать другие вампиры, чтобы вернуть её назад.

## Список персонажей
Хадзуки / Лу́на (яп. 葉月/ルナ Хадзуки / Руна) — четырнадцатилетняя девушка-вампир. Несмотря на невинную внешность, очень эгоистична. Когда-то давно её привезли из Японии в Германию и заточили в замке. Однажды она встречает японского фотографа Кохэя и, сделав через укус своим слугой, сбегает вместе с ним в Японию в поисках своей Матери. Хадзуки — дневной вампир, одна из немногих, кто способен выдерживать солнечный свет. Страдает раздвоением личности, eё вторая сущность Луна была создана родственниками чтобы контролировать Хадзуки.
Сэйю: Тива Сайто
Кохэй Мориока (яп. 森丘 耕平 Мориока Ко:хэй) — молодой добродушный фотограф из Японии, встретил Хадзуки когда фотографировал заброшенный замок. Абсолютно неуязвим к заклинаниям и барьерам. Также обладает очень сильной духовной энергией. Хазуки сделала через укус его своим слугой, однако не сумела подавить личность. Но всё равно Кохэй помогает девушке, а позже между ними развиваются любовные отношения.
Сэйю: Хироси Камия
Хайдзи (яп. ハイジ)
Сэйю: Масами Ямадзаки
Рюхэй Мидо (яп. 御堂 竜平 Мидо: Рю:хэй)
Сэйдзи Мидо (яп. 御堂 成児 Мидо: Сэйдзи)
Сэйю: Такахиро Сакураи
Кинкелл (яп. キンケル Кинкэру)
Сэйю: Такаси Мацуяма
Хикару Мидо (яп. 御堂 光 Мидо: Хикару)
Сэйю: Май Кадоваки
Каору Мидо (яп. 御堂 薫 Мидо: Каору)
Сэйю: Мию Мацуки
Элфрида (яп. エルフリーデ Эруфури:дэ)
Сэйю: Юми Какадзу
Хироми Андзай (яп. 安西 裕美 Андзай Хироми)
Сэйю: Митико Нэя